# Same (Distrikt)
Same ist ein Distrikt der Region Kilimandscharo mit der gleichnamigen Hauptstadt Same. Der Distrikt grenzt im Norden an den Distrikt Mwanga, im Nordosten an Kenia, im Südosten an die Region Tanga und im Süden und im Westen an die Region Manyara.

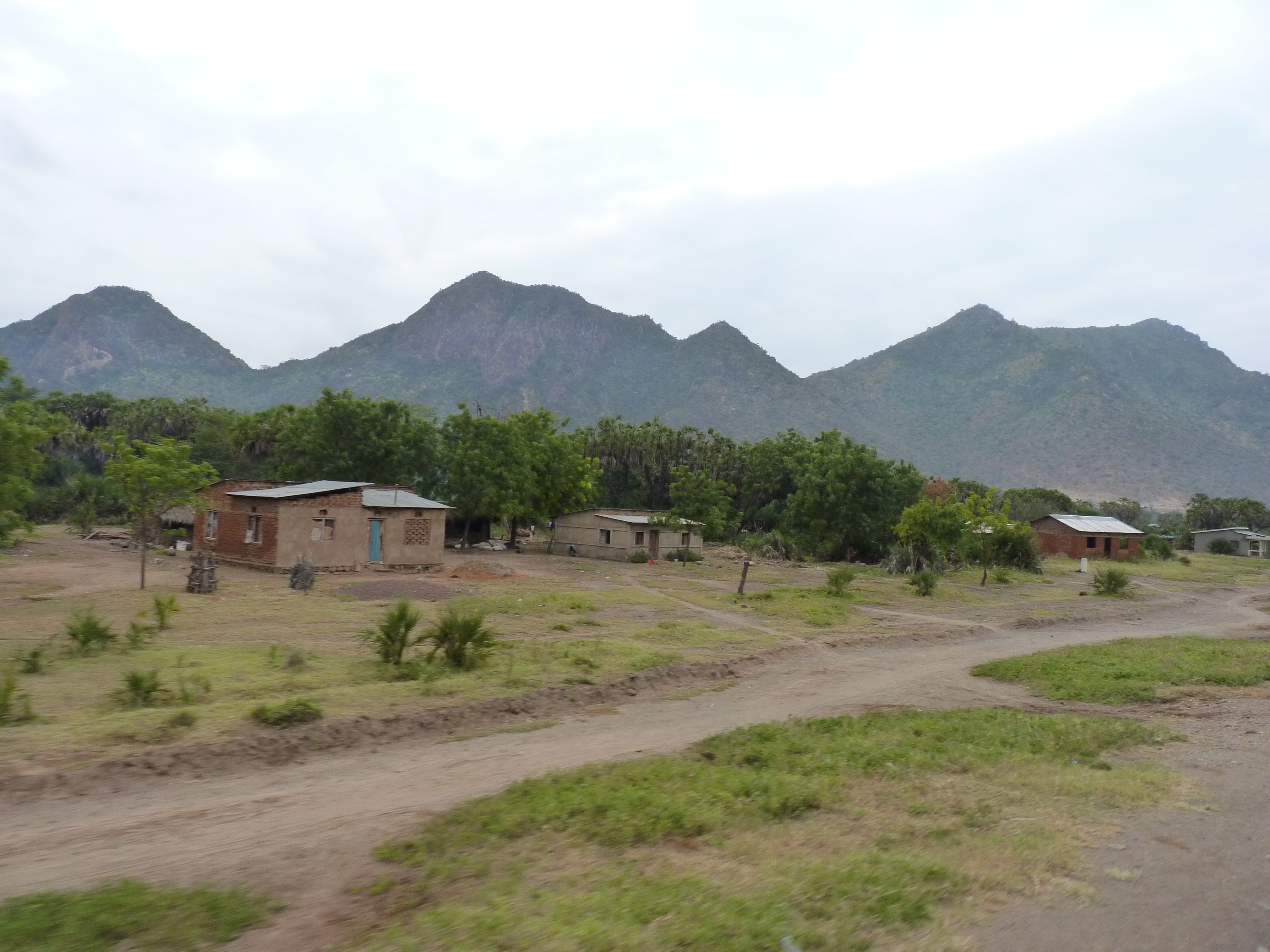
Das Pare-Gebirge.

## Geographie
Der Distrikt hat eine Größe von 6221 Quadratkilometer und 300.303 Einwohner (Volkszählung 2022). Das Land wird von Norden nach Süden vom Pare-Gebirge durchzogen, das bis zu 2464 Meter hoch ist. Im Westen liegt das breite Tal des Flusses Pangani. Das Flachland im Osten wird vom Fluss Mkomazi entwässert. Es wird von einzelnen Hügeln durchbrochen und reicht bis zur Grenze nach Kenia. Dieses Gebiet gehört größtenteils zum Mkomazi-Nationalpark.
Das Klima in Same ist abhängig von der Lage, in der Hauptstadt ist es tropisch. Es gibt zwei Regenzeiten, eine in den Monaten November und Dezember und eine zweite in den Monaten März, April. Die Monate Juni bis September sind sehr trocken.

## Geschichte
Der Distrikt wurde im Jahr 1984 eingerichtet.

## Verwaltungsgliederung
Der Distrikt besteht aus 34 Gemeinden (Wards):
- Bangalala
- Bendera
- Bombo
- Bwambo
- Chome
- Gavao-Saweni
- Hedaru
- Kalemawe
- Kihurio
- Kirangare
- Kisima
- Kisiwani
- Lugulu
- Mabilioni
- Makanya
- Maore
- Mhezi
- Mpinji
- Mshewa
- Msindo
- Mtii
- Mwembe
- Myamba
- Ndungu
- Njoro
- Ruvu
- Same
- Stesheni
- Suji
- Tae
- Vudee
- Vunta
- Vuje
- Vumari

## Bevölkerung
Waren es im Jahr 1988 noch 169.718 Einwohner, so stieg die Anzahl auf 211.738 im Jahr 2002 und auf 269.807 im Jahr 2012. Von der Volkszählung 2012 bis 2022 gab es einen jährlichen Bevölkerungszuwachs von 1,1 Prozent.
| Volkszählung | Einwohner |
| ------------ | --------- |
| 1988         | 169.718   |
| 2002         | 211.738   |
| 2012         | 269.807   |
| 2022         | 300.303   |

Die größte ethnische Gruppe sind die Pare. Im Jahr 2012 sprachen 71 Prozent der über Fünfjährigen Swahili und 17 Prozent Englisch und Swahili. Zwölf Prozent waren Analphabeten.

## Einrichtungen und Dienstleistungen
- Bildung: Für die Ausbildung der Jugend stehen im Distrikt 192 Grundschulen zur Verfügung, davon sind sieben privat und 185 öffentlich. Von den 51 weiterführenden Schulen sind 36 öffentlich und 15 privat (Stand 2019).[6]
- Gesundheit: In Same gibt es zwei Krankenhäuser, acht Gesundheitszentren und 62 Apotheken (Stand 2019).[10]
- Wasser: Im Jahr 2019 hatten 70 Prozent der Landbevölkerung und 75 Prozent in den Dörfern Zugang zu sicherem und sauberem Wasser.[6]

## Wirtschaft und Infrastruktur
- Landwirtschaft: Die Hauptanbaufrüchte sind Mais und Reis. Wo es Bewässerungsmöglichkeiten gibt, werden diese abwechselnd angebaut.[11] Aus Same kommen auch 70 Prozent der Ingwerproduktion von Tansania.[12]
- Bergbau: Im Jahr 2018 wurden in Same 29.000 Tonnen Bauxit und 40.000 Tonnen Gips abgebaut.[13]
- Eisenbahn: Im Westen des Pare-Gebirges verläuft die Usambarabahn durch die Distrikthauptstadt Same. Sie verbindet Tanga und Daressalam im Süden mit Moshi und Arusha im Norden.
- Straßen: Die wichtigste Straßenverbindung ist die Nationalstraße T2, die parallel zur Usambarabahn den Distrikt von Süden nach Norden durchquert.[14]

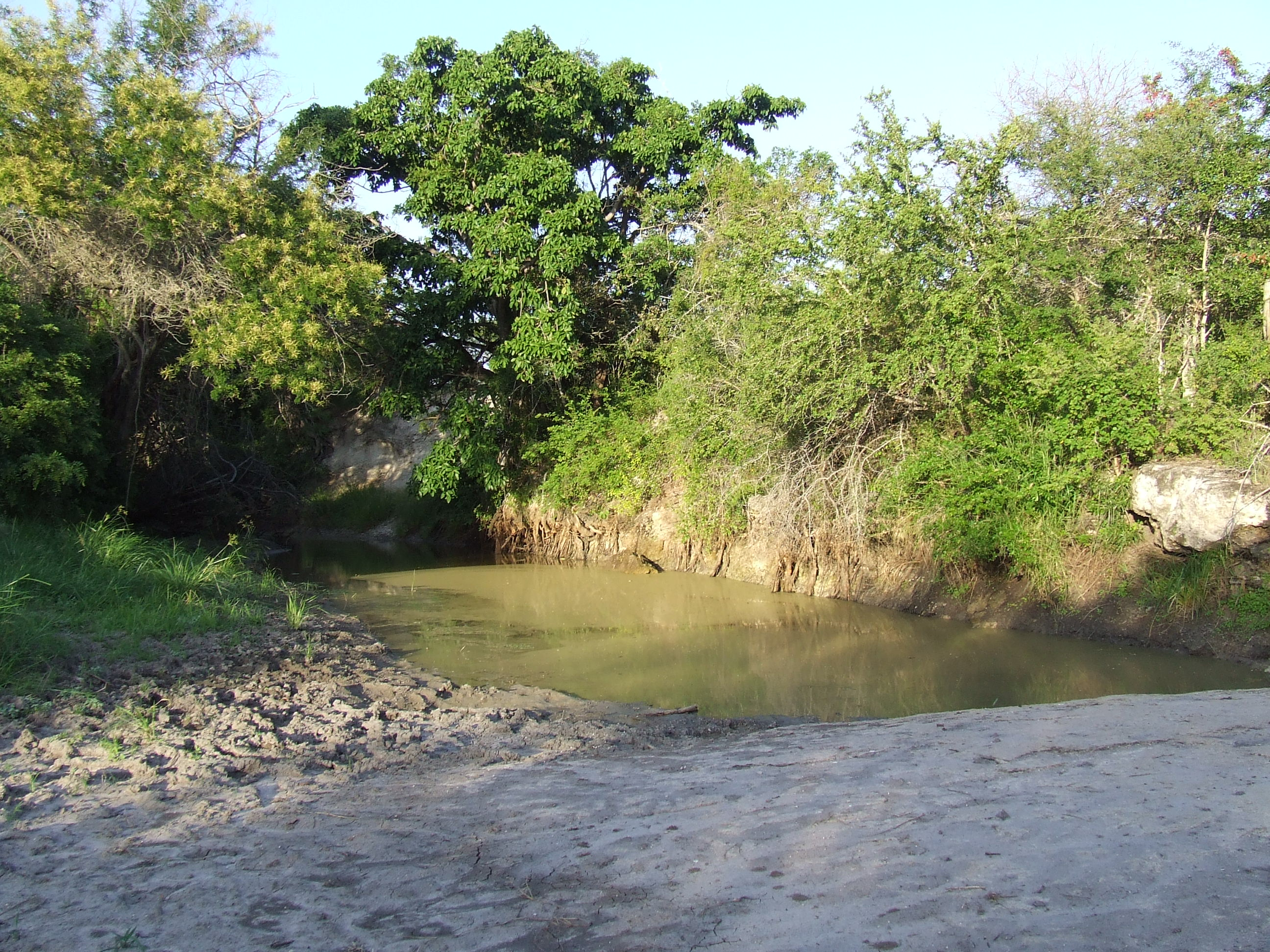
Mokmazi-Nationalpark in der Regenzeit.

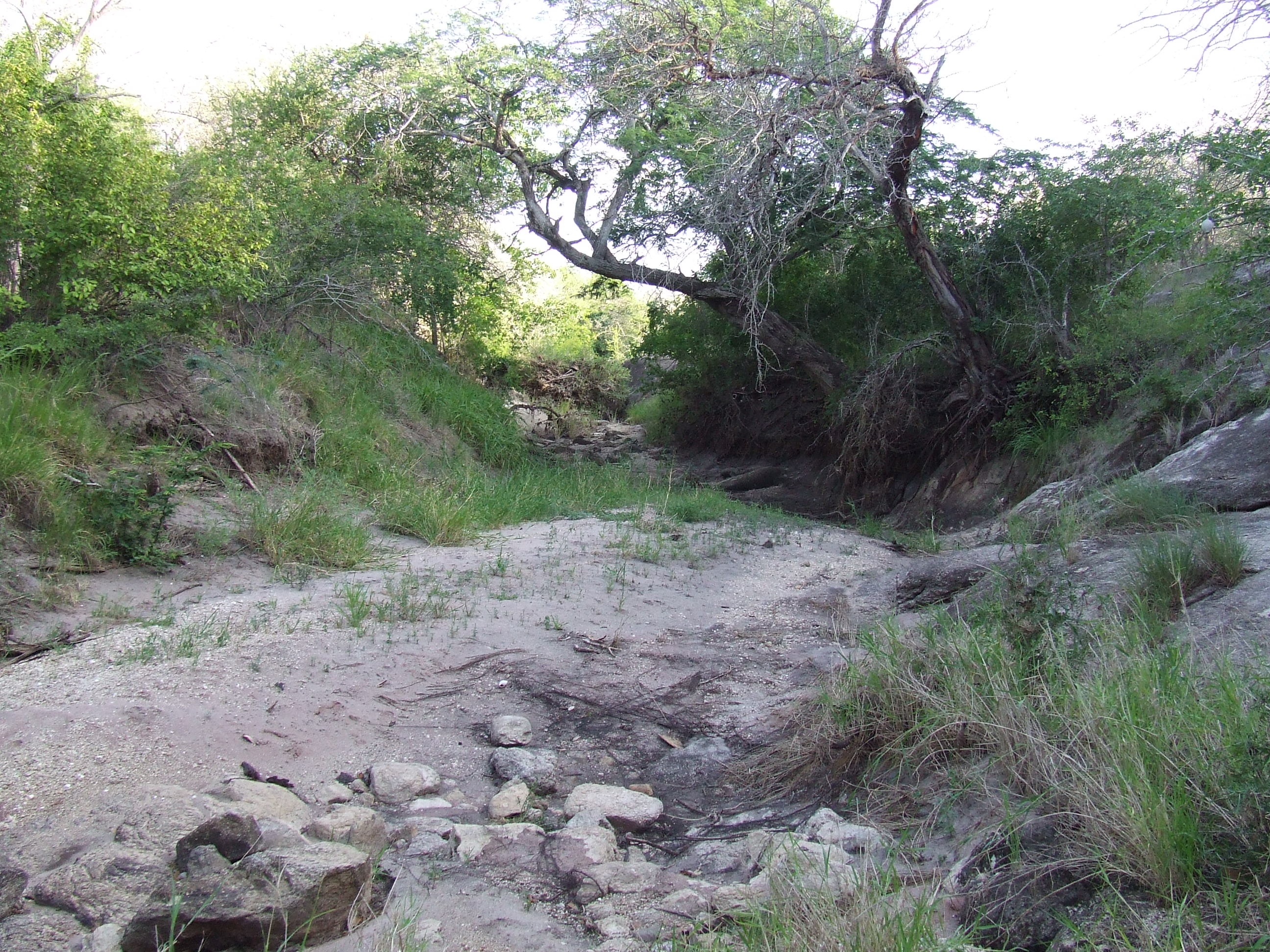
Mkomazi-Nationalpark in der Trockenzeit.

## Sehenswürdigkeiten
- Mkomazi-Nationalpark: Dieser 3245 Quadratkilometer große Nationalpark liegt im Osten des Distriktes und reicht auch nach Süden in die Region Tanga. Gemeinsam mit dem Tsavo-West-Nationalpark in Kenia ist er eine typische ostafrikanische Trockensavanne. Neben Giraffen, Elenantilopen, Gnus, Zebras, Oryxantilopen, Impalas, Thomson- und Grant-Gazellen, Büffeln und zahlreichen Raubtieren wie Löwen, Leoparden, Hyänen und Geparden ist der Park auch für seine mehr als 400 Vogelarten bekannt.[15]